# Diane Samuels
Diane Samuels (* 1960 in Liverpool) ist eine britische Schriftstellerin.

## Leben
Samuels studierte Geschichte in Cambridge und absolvierte dann eine Ausbildung als „drama teacher“. Sie gab Vorlesungen an der Birmingham University, der Reading University, der Oxford University und der Goldsmiths und veranstaltete Workshops u. a. für das Institute for Arts in Therapy and Education (IATE). Als Pearson Creative Research Fellow der British Library betrieb sie 2004–05 Literaturstudien zum Thema Magie und verfasste das A Writer's Magic Notebook (2006). Von 2008 bis 2011 war sie Royal Literary Fund Fellow an der University of Westminster, ab 2013 Gastdozentin an der Regent’s University London. Sie ist Writer in Residence an der Grafton Primary School in Islington, North London.
Neben Theaterstücken und Hörspielen schrieb Samuels auch Kurzgeschichten, Hörfunkessays und Texte für das Musiktheater. Ihr Schauspiel Kindertransport wurde 1993 von der Soho Theatre Company uraufgeführt und gewann den Verity Bargate Award und den Meyer-Whitworth Award. Es wurde in mehrere Sprachen übersetzt und in der Hörspielversion in Deutschland im Dezember 1998 Hörspiel des Monats. Ihre Kurzgeschichte Rope war 2002 einer der Gewinner des Kurzgeschichtenwettbewerbs von BBC Radio 4.

## Werke
Theater
- Kindertransport, 1993
- The True Life Fiction of Mata Hari, 2002
- 3 Sisters on Hope Street, 2003
- Ciderella's Daughter, 2005
- One Hundred Million Footsteps
- Chalk Circle, Frankie's Monster
- How to Beat a Giant

Musiktheater
- Persephone (A Love Story) (Musik von Maurice Chernick)
- The A-Z od Mister P (Musik von Gwyneth Herbert)
- Poppy + George[2]
- Song of Dina[2]

## Hörspiele
Im Original
- Swine
- Dr Y
- Wath Out of Mister Stork
- Hen Party
- Tiger Wings

In Deutschland 
- 1998: Überlebensbilder: Kindertransport – Regie: Ulrike Brinkmann (Hörspielbearbeitung – NDR)
  - Auszeichnung: Hörspiel des Monats Dezember 1998